# Charlie's Angels (filme de 2000)
Charlie's Angels (bra: As Panteras; prt: Os Anjos de Charlie) é um filme americano de 2000, do gênero ação, dirigido por McG e baseado no seriado de televisão Charlie's Angels (série de televisão).

## Elenco
| Ator           | Papel                  |
| -------------- | ---------------------- |
| Cameron Diaz   | Natalie Cook           |
| Drew Barrymore | Dylan Sanders          |
| Lucy Liu       | Alex Munday            |
| Bill Murray    | Bosley                 |
| Sam Rockwell   | Eric Knox              |
| Luke Wilson    | Pete                   |
| Matt LeBlanc   | Jason Gibbons          |
| Kelly Lynch    | Vivian Wood            |
| John Forsythe  | Charles Townsend (voz) |
| Tim Curry      | Roger Corwin           |
| Tom Green      | Chad                   |
| Crispin Glover | Homem Magro Assustador |
| LL Cool J      | Sr. Jones              |
| Sean Whalen    | Pasqual                |

## Recepção da crítica
Charlie's Angels teve recepção mista por parte da crítica especializada. Com um índice de 67% em base de 141 críticas, o Rotten Tomatoes publicou um consenso: “Misturando cheesecake tongue-in-cheek com brilhantes cenas de ação, As Panteras é leve e razoavelmente divertido, apesar de sua falta de originalidade”. Tem uma avaliação de 45% por parte da audiência, usada para calcular a recepção do público a partir de votos dos usuários do site. Por comparação, no Metacritic tem uma pontuação de 52% em base de 34 avaliações profissionais.

## Prêmios e indicações
Saturn Award (Academy of Science Fiction, Fantasy & Horror Films, EUA)
- Indicado nas categorias de "Melhor Filme de Ação / Aventura / Suspense", "Melhor Atriz Coadjuvante" (Cameron Diaz e Lucy Liu)

Grammy Awards (EUA)
- Indicado na categoria de "Melhor Canção Escrita para Cinema, Televisão ou Outro Meio Visual" (Independent Women)

MTV Movie Awards (EUA)
- Venceu nas categorias de "Melhor Sequência de Dança" (Cameron Diaz) e "Melhor Equipe em Cinema" (Drew Barrymore, Cameron Diaz e Lucy Liu).
- Indicado nas categorias de "Mais Bem Vestida" (Lucy Liu), "Melhor Luta" (Drew Barrymore) e "Melhor Frase em Cinema" (Cameron Diaz).[8]